# Véra Nabokov
Véra Nabokova (em russo: Ве́ра Евсе́евна Набо́кова; São Petersburgo, 5 de janeiro de 1902 — Vevey, 7 de abril de 1991) foi a esposa, editora, tradutora do escritor russo Vladimir Nabokov, e uma fonte de inspiração para muitas de suas obras.

## Início da vida e imigração
Nascida Vera Yevseyeva Slonim em São Petersburgo em uma família judia, a segunda das três filhas nascidas de Slava Borisovna (nascida Feigin) e Yevsey Lazarevich Slonim. Yevsey era um advogado, e bem-sucedido nos negócios de azulejo e madeira, entre outros. Com o tumulto da Primeira Guerra Mundial e a Revolução Russa, a família se mudou para Moscou, e depois de fugir através Kiev, Odessa, Istambul, e Sófia, chegou a Berlim, onde se juntaram à grande população imigrante russa.

## Casamento com Nabokov
Em Berlim, Yevsey Slonim co-fundou uma empresa de publicação, Orbis, e Véra trabalhou no escritório. Vladimir Nabokov, que estava pensando em traduzir Dostoiévski em inglês, conheceu o pai de Véra no escritório e eles jogaram xadrez. Véra admirava a poesia de Vladimir, que era bem conhecido por meio de publicações emigradas, e foi para suas leituras.
Os detalhes do primeiro encontro entre Véra e Vladimir são incertos; ele manteve o encontro em um baile de caridade em 8 (ou 9) de maio de 1923, mas ela negou esta história. Algum tempo após essa data, os dois tiveram uma longa conversa com vista para um canal, no qual Véra usava uma máscara e recitou a poesia de Vladimir. Na época, ele estava usando o pseudônimo de "Vladimir Sirin" (Владимир Сирин).
Apesar de ter sido, em seguida, incomum para um aristocrata russo se casar em uma família judia, Nabokov não tinha problema com isso. Seu pai, Vladimir Dmitrievich Nabokov, foi um proeminente adversário do anti-semitismo na Rússia czarista e escreveu artigos lamentando o pogrom de Kishinev. Vladimir Dmitrievich foi morto em 1922 em Berlim, durante uma tentativa de assassinato contra a vida do político Pavel Milyukov.
Véra e Vladimir se casaram em 15 de abril de 1925. Ela terminou sua própria carreira de brotamento como uma escritora para apoiar o marido como crítico, escritor e datilógrafo, e sustentou a família através de seu trabalho como secretária e tradutora. Seu filho, Dmitri, nasceu em 10 de maio de 1934.
Depois de se mudar para os Estados Unidos em 1940, ela aprendeu a dirigir e foi motorista de seu marido em muitas viagens de campo, nomeadamente no Noroeste Pacífico, para caçar borboletas. Para protegê-lo ela carregava um revólver. Nabokov contou com ela em sua obra que "teria ido a lugar nenhum sem ela." Durante suas palestras, ela sentava-se no palco à direita, enquanto ele falava de um púlpito no palco esquerdo. Ela era sua inspiração, editora, e primeiro leitor; todas as suas obras são dedicadas a ela. Lolita foi salvo por ela das chamas mais de uma vez. No entanto, cartas pessoais pertencentes a ela e seu casamento foram destruídas.

## Retorno para a Europa e morte

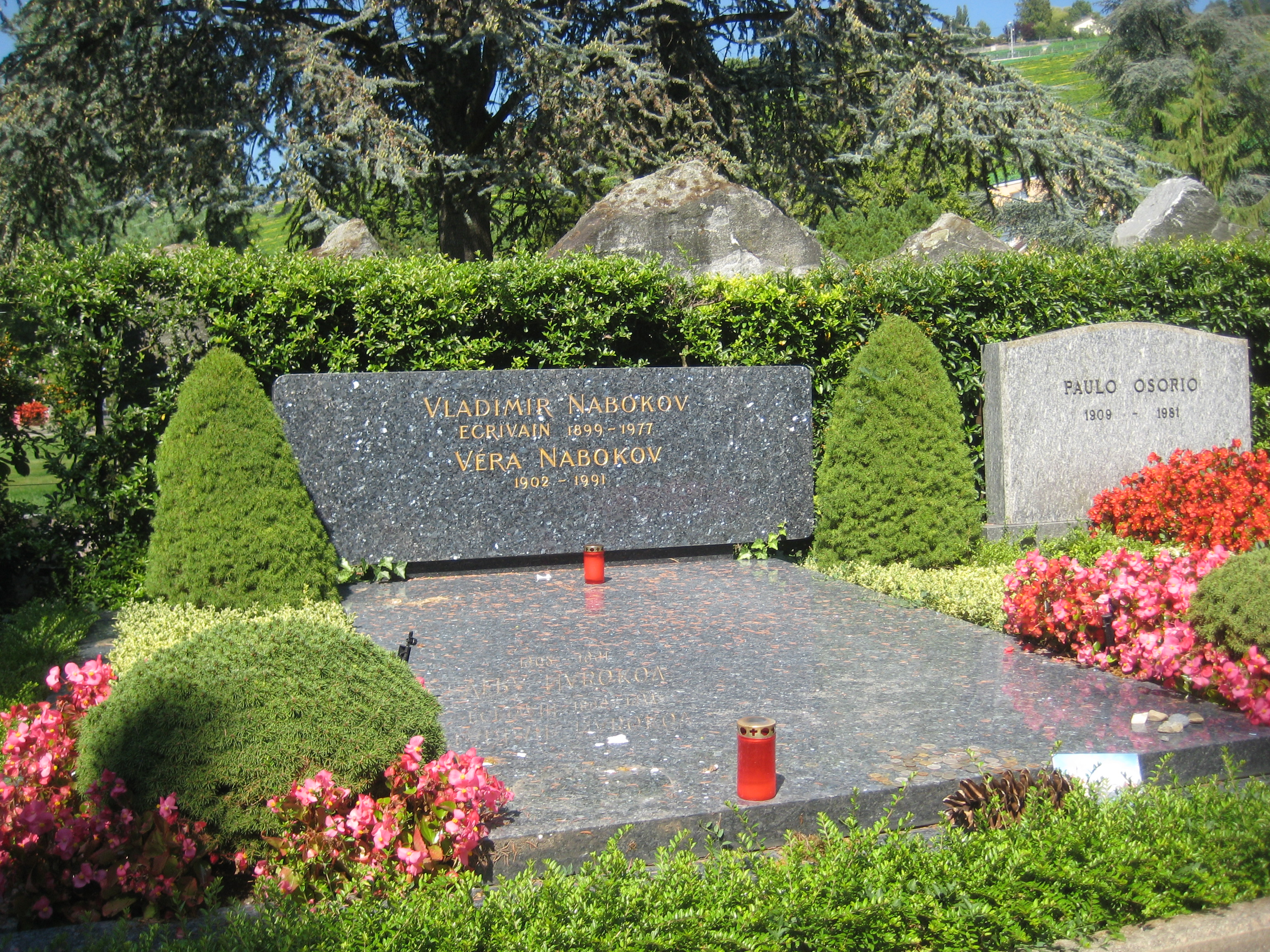
O túmulo dos Nabokovs no Cimetière de Clarens (Suíça).

Após o regresso do casal para a Europa em 1960, ela residia com o marido no Montreux Palace Hotel, onde ela continuou a gerir os seus assuntos, e depois de sua morte em 1977, sua propriedade. Após a sua morte, Vladimir tinha solicitado que sua obra final, O Original de Laura, fosse queimado, mas nem Véra nem Dmitri poderia trazer-se para destruir o manuscrito, e, eventualmente, foi publicado em 2009. Em seus anos 80, ela traduziu Fogo Pálido em russo.
Ela permaneceu no Palace até 1990, e morreu no ano seguinte em Vevey. Ela foi enterrada ao lado do marido no cemitério em Clarens. Dimitri, que morreu em 2012, também está enterrado lá.